# Corippo
Corippo – miejscowość w gminie Verzasca, w Szwajcarii, w kantonie Ticino, w okręgu (distretto) Locarno, w powiecie (circolo) Verzasca. Do 17 października 2020 samodzielna gmina.
Miejscowość zamieszkuje zaledwie dziewięciu mieszkańców, co oznacza, że jest najmniejszą miejscowością w Szwajcarii. Posiada własną stronę internetową, herb, kościół, restaurację, burmistrza oraz trzyosobową radę gminy. Gmina posiada niezależny status od momentu jej utworzenia w 1822.
Corippo leży w dolinie Valle Verzasca, ok. dwunastu kilometrów od Locarno, na północnym krańcu sztucznego jeziora Lago di Vogorno i ok. 20 km od granicy z Włochami. Domy na terenie gminy zbudowane są z lokalnego granitu Ticino, a większa część z nich posiada łupkowe dachy. Ich styl niewiele zmienił się przez kilkaset lat, co skłoniło szwajcarskiego pisarza Piero Bianconiego do opisania Corippo jako „najłagodniejszej wioski doliny Verzasca”. Tutejszy kościół pw. Chiesa di Santa Maria del Carmine został zbudowany na początku XVII w., a później rozbudowany pod koniec XVIII wieku. Większość budynków Corippo kumuluje się w gęsto zabudowanym centrum, jest wielodrożnicą.
Wartość architektoniczna Corippo spowodowała, że całe centrum miejscowości zostało uznane za zabytek, a w 1975 European Architectural History Network (EAHN) nazwało wioskę „wzorowym modelem” dla zachowania dziedzictwa historycznego.

## Historia

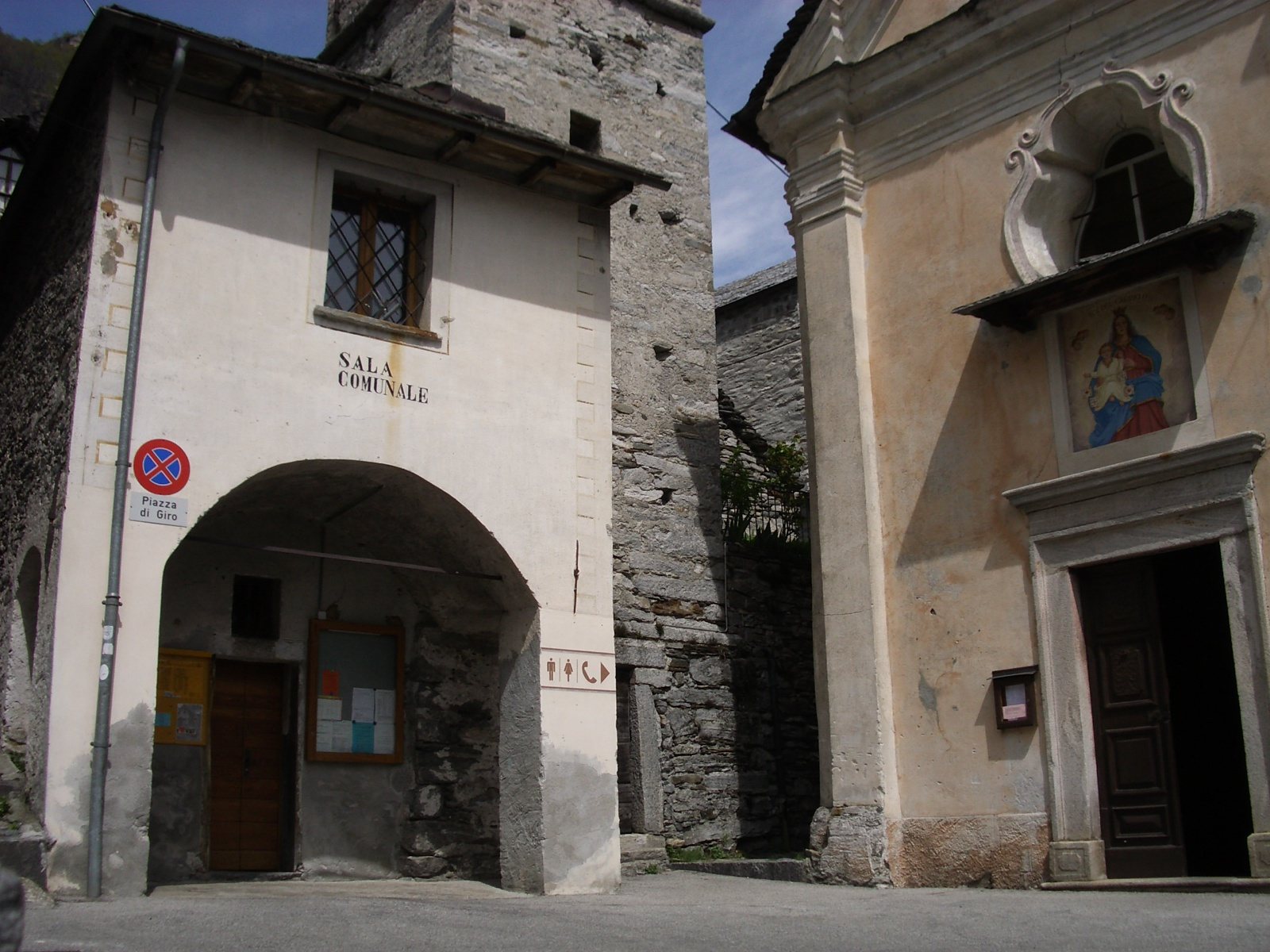
Budynki w Corippo

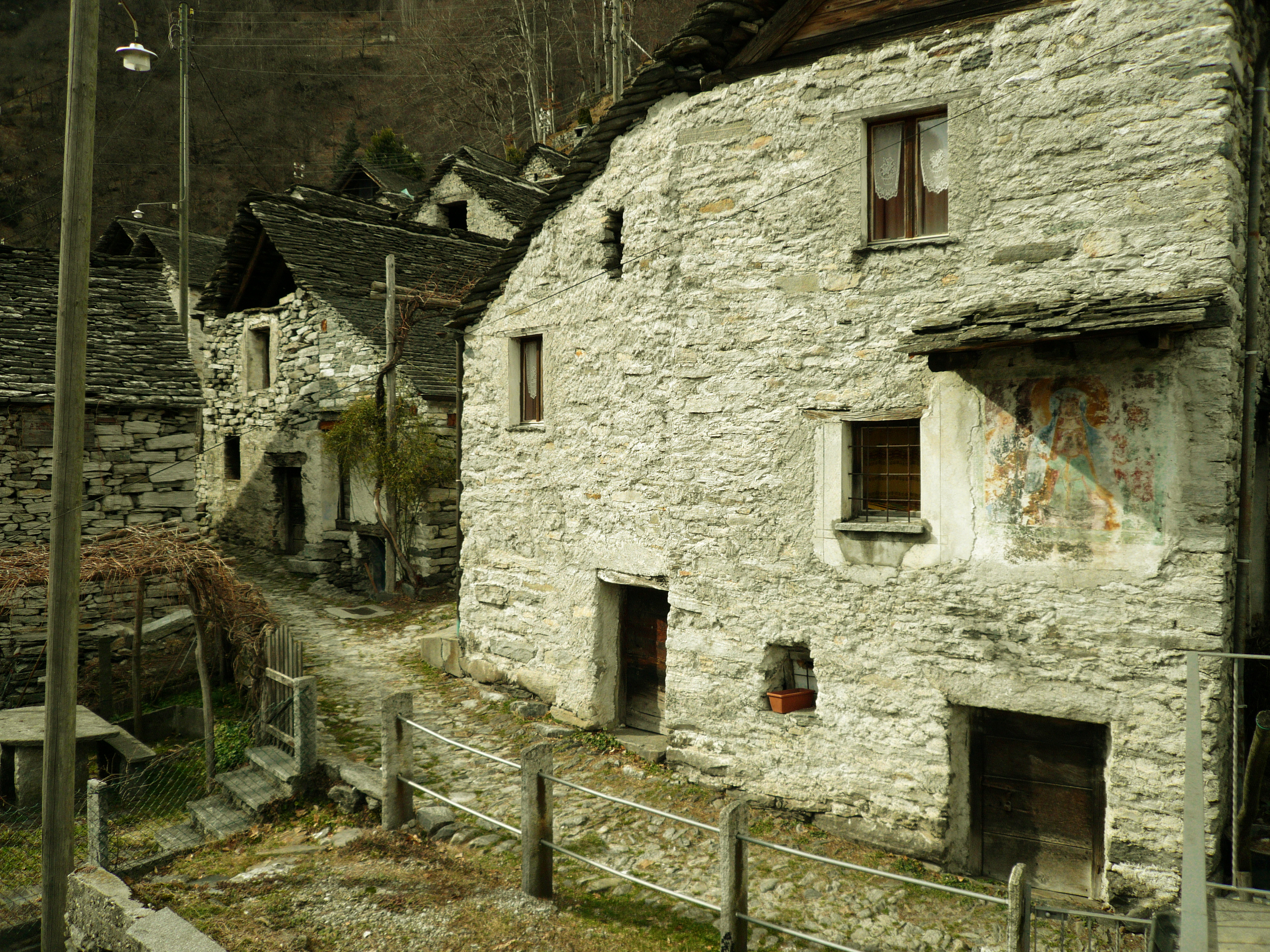
Marmurowe budynki w Corippo z dachem pokrytym łupkiem

Corippo po raz pierwszy wspomniano w dokumentach w 1224 jako Culipo. W 1374 zostało wspomniane jako Quorippo. 
Corippo było pierwotnie częścią większej parafii i gminy Vogorno (choć utrzymywało pewien stopień autonomii), zanim stało się w pełni niezależną gminą w 1822. Pierwszą drogę łączącą Corippo ze światem zbudowano w 1883. Problemem od dawna nękającym Corippo jest wyludnienie. Niedobór zasobów rolnych zmusił mieszkańców, historycznie rolników i pasterzy, do wyprowadzki na obszary lepiej rozwinięte i posiadające bogatsze ziemie. W ciągu ostatnich stu pięćdziesięciu lat liczba ludności zmniejszyła się o ponad 96%. 18 października 2020 gminę Corippo przyłączono do gminy Verzasca.

## Herb
Herb Corippo przedstawia kozła stojącego na wzgórzu. Opis herbu brzmi: Argent a chamois sable statant on a coupeaux vert.

## Demografia
W Corippo mieszka dziewięć osób. W 2008 5,6% populacji gminy stanowiły osoby urodzone poza Szwajcarią. W 2000 86,4% populacji mówiło w języku włoskim, a pozostała część języku niemieckim. W 2008 53,3% populacji stanowili mężczyźni, a 46,7% kobiety. 7 mężczyzn oraz 7 kobiet zostało urodzonych na terenie Szwajcarii, jeden z mężczyzn urodził się poza Szwajcarią. W 2000 95,5% populacji (21 osób) określiła się jako katolicy, a jedna osoba jako reformista.
We wrześniu 2017 burmistrz gminy był jedyną osobą aktywnie pracującą, reszta populacji gminy była emerytami. W 2018 został ogłoszony pomysł rewitalizacji Corippo, poprzez zamianę wielu z pustych 67 domów na hotele i obiekty rekreacyjne.
| Wiek mieszkańców | Liczba mieszkańców |
| ---------------- | ------------------ |
| 0–19             | 0                  |
| 20–29            | 0                  |
| 30–39            | 1                  |
| 40–49            | 1                  |
| 50–59            | 1                  |
| 60–69            | 4                  |
| 70–79            | 3                  |
| 80+              | 2                  |

Zmiany w liczbie ludności na przestrzeni lat przedstawia poniższy wykres: